# Palpada agrorum
Palpada agrorum là một loài ruồi trong họ Ruồi giả ong (Syrphidae). Loài này được Fabricius mô tả khoa học đầu tiên năm 1787. Palpada agrorum phân bố ở vùng Tân Nhiệt đới